# Karl Ludvig av Österrike
Karl Ludwig Joseph Maria, född 30 juli 1833 på Schönbrunn, död 19 maj 1896 i Wien av tyfoidfeber, var ärkehertig och yngre bror till kejsar Frans Josef I.

## Biografi
Han var son till ärkehertig Frans Karl av Österrike (1802-1878) och hans maka, prinsessan Sophie (1805-1872).
Efter brorsonen kronprins Rudolfs självmord 1889 blev Karl Ludwig hastigt närmaste arvinge till den österrikiska tronen, något som han efter några dagar överlät till sin äldste son Franz Ferdinand av Österrike.

## Familj
Gift 1:a gången 1856 i Dresden med prinsessan Margaretha av Sachsen (1840–1858), dotter till Johan I av Sachsen.
2:a gången 1862 i Wien med prinsessan Maria Annunciata av Bourbon-Sicilien (1843–1871), dotter till Ferdinand II av Bägge Sicilierna.
3:e gången 1873 i Kleinheubach med infantan Maria Theresa av Portugal (1855–1944).
Barn:
1. Frans Ferdinand av Österrike (1863–1914), morganatiskt gift med Sophie von Chotek (1868–1914)
2. Otto av Österrike (1865-1906), gift med Maria Josefa av Sachsen (1867–1944)
3. Ferdinand Karl av Österrike (1868–1915), gift (morganatiskt) med Bertha Czuber
4. Margarethe av Österrike (1870–1902), gift med Albrecht av Württemberg (1865–1939)
5. Maria Annunciata av Österrike (1876–1961), ogift
6. Elisabeth av Österrike (1878–1960), gift med Aloys av Liechtenstein (1869–1955)